# Heitor Pereira
Heitor Pereira, pseudonimo di Heitor Teixeira Pereira (Rio Grande, 29 novembre 1960), è un musicista e compositore brasiliano che ha lavorato con i Simply Red, Elton John, Rod Stewart, k.d. lang e Jack Johnson.
Da alcuni anni a questa parte lavora come compositore di musiche per film nello studio di Hans Zimmer. 

## Filmografia parziale
- Le donne vere hanno le curve (Real Women Have Curves), regia di Patricia Cardoso (2002)
- Dirty Dancing 2 (Dirty Dancing: Havana Nights), regia di Guy Ferland (2004)
- Chiedi alla polvere (Ask the Dust), regia di Robert Towne (2006)
- Curioso come George (Curious George), regia di Matthew O'Callaghan (2006)
- Beverly Hills Chihuahua, regia di Raja Gosnell (2008)
- È complicato (It's Complicated), regia di Nancy Meyers (2009)
- Cattivissimo me (Despicable Me), regia di Pierre Coffin e Chris Renaud (2010)
- I Puffi (The Smurfs), regia di Raja Gosnell (2011)
- Beverly Hills Chihuahua 3: Viva La Fiesta! (Beverly Hills Chihuahua 3), regia di Lev L. Spiro (2012)
- Cattivissimo me 2 (Despicable Me 2), regia di Pierre Coffin e Chris Renaud (2013)
- I Puffi 2 (The Smurfs 2), regia di Raja Gosnell (2013)
- Angry Birds - Il film (The Angry Birds Movie), regia di Fergal Reilly e Clay Kaytis (2016)
- Cattivissimo me 3 (Despicable Me 3), regia di Pierre Coffin, Kyle Balda ed Eric Guillon (2017)
- Tutto ciò che voglio (Please Stand By), regia di Ben Lewin (2017)
- My Little Pony: una nuova generazione (My Little Pony: A New Generation), regia di Robert Cullen e José Ucha (2021)